# Bundestagswahlkreis Rhein-Neckar
Der Wahlkreis Rhein-Neckar (2005: Wahlkreis 278, seit 2009: Wahlkreis 277) ist ein Bundestagswahlkreis in Baden-Württemberg.

## Wahlkreis
Der Wahlkreis umfasst den mittleren und östlichen Teil des Rhein-Neckar-Kreises mit den Gemeinden Angelbachtal, Bammental, Dielheim, Eberbach, Epfenbach, Eschelbronn, Gaiberg, Heddesbach, Heiligkreuzsteinach, Helmstadt-Bargen, Leimen, Lobbach, Malsch, Mauer, Meckesheim, Mühlhausen, Neckarbischofsheim, Neckargemünd, Neidenstein, Nußloch, Rauenberg, Reichartshausen, Sandhausen, St. Leon-Rot, Schönau, Schönbrunn, Sinsheim, Spechbach, Waibstadt, Walldorf, Wiesenbach, Wiesloch, Wilhelmsfeld und Zuzenhausen. Von 1949 bis 1965 trug der Wahlkreis den Namen Sinsheim und von 1965 bis 1980 den Namen Heidelberg-Land – Sinsheim. Der Wahlkreis wurde bisher immer von den Direktkandidaten der CDU gewonnen.
Bei der Bundestagswahl 2021 waren 196.882 Einwohner wahlberechtigt, 2017 waren es 198.251 gewesen.

## Wahlkreisgeschichte
| Wahl      | Wahlkreisname                  | Gebiet |
| --------- | ------------------------------ | --- |
| 1949      | 7 Sinsheim                     | Landkreis Sinsheim ohne die Gemeinden Kürnbach, Mühlbach, Sulzfeld und Zaisenhausen, Landkreis Mosbach |
| 1953–1961 | 181 Sinsheim                   | Landkreis Sinsheim ohne die Gemeinden Kürnbach, Mühlbach, Sulzfeld und Zaisenhausen, Landkreis Mosbach |
| 1965–1976 | 184 Heidelberg-Land – Sinsheim | Landkreis Heidelberg ohne die Gemeinde Eppelheim, Landkreis Sinsheim |
| 1980–1998 | 182 Rhein-Neckar               | vom Rhein-Neckar-Kreis die Gemeinden Angelbachtal, Bammental, Dielheim, Eberbach, Epfenbach, Eschelbronn, Gaiberg, Heddesbach, Heiligkreuzsteinach, Helmstadt-Bargen, Leimen, Lobbach, Malsch, Mauer, Meckesheim, Mühlhausen, Neckarbischofsheim, Neckargemünd, Neidenstein, Nußloch, Rauenberg, Reichartshausen, Sandhausen, St. Leon-Rot, Schönau, Schönbrunn, Sinsheim, Spechbach, Waibstadt, Walldorf, Wiesenbach, Wiesloch, Wilhelmsfeld und Zuzenhausen |
| 2002–2005 | 278 Rhein-Neckar               | vom Rhein-Neckar-Kreis die Gemeinden Angelbachtal, Bammental, Dielheim, Eberbach, Epfenbach, Eschelbronn, Gaiberg, Heddesbach, Heiligkreuzsteinach, Helmstadt-Bargen, Leimen, Lobbach, Malsch, Mauer, Meckesheim, Mühlhausen, Neckarbischofsheim, Neckargemünd, Neidenstein, Nußloch, Rauenberg, Reichartshausen, Sandhausen, St. Leon-Rot, Schönau, Schönbrunn, Sinsheim, Spechbach, Waibstadt, Walldorf, Wiesenbach, Wiesloch, Wilhelmsfeld und Zuzenhausen |
| seit 2009 | 277 Rhein-Neckar               | vom Rhein-Neckar-Kreis die Gemeinden Angelbachtal, Bammental, Dielheim, Eberbach, Epfenbach, Eschelbronn, Gaiberg, Heddesbach, Heiligkreuzsteinach, Helmstadt-Bargen, Leimen, Lobbach, Malsch, Mauer, Meckesheim, Mühlhausen, Neckarbischofsheim, Neckargemünd, Neidenstein, Nußloch, Rauenberg, Reichartshausen, Sandhausen, St. Leon-Rot, Schönau, Schönbrunn, Sinsheim, Spechbach, Waibstadt, Walldorf, Wiesenbach, Wiesloch, Wilhelmsfeld und Zuzenhausen |

## Wahlkreisabgeordnete
| Wahl | Abgeordneter                           | Abgeordneter                           | Partei                                 | Stimmen in %                           |
| ---- | -------------------------------------- | -------------------------------------- | -------------------------------------- | -------------------------------------- |
| 1949 |                                        | Eugen Leibfried                        | CDU                                    |                                        |
| 1953 |                                        | Eugen Leibfried                        | CDU                                    |                                        |
| 1957 |                                        | Fritz Baier                            | CDU                                    |                                        |
| 1961 |                                        | Fritz Baier                            | CDU                                    |                                        |
| 1965 |                                        | Fritz Baier                            | CDU                                    |                                        |
| 1969 |                                        | Fritz Baier                            | CDU                                    |                                        |
| 1972 |                                        | Fritz Baier                            | CDU                                    |                                        |
| 1976 |                                        | Alfred Hubertus Neuhaus                | CDU                                    |                                        |
| 1980 |                                        | Alfred Hubertus Neuhaus                | CDU                                    |                                        |
| 1983 |                                        | Bernd Schmidbauer                      | CDU                                    |                                        |
| 1987 |                                        | Bernd Schmidbauer                      | CDU                                    |                                        |
| 1990 |                                        | Bernd Schmidbauer                      | CDU                                    |                                        |
| 1994 |                                        | Bernd Schmidbauer                      | CDU                                    |                                        |
| 1998 |                                        | Bernd Schmidbauer                      | CDU                                    |                                        |
| 2002 |                                        | Bernd Schmidbauer                      | CDU                                    |                                        |
| 2005 |                                        | Bernd Schmidbauer                      | CDU                                    |                                        |
| 2009 |                                        | Stephan Harbarth                       | CDU                                    | 42,3                                   |
| 2013 | 49,7                                   | Stephan Harbarth                       | CDU                                    |                                        |
| 2017 | 37,4                                   | Stephan Harbarth                       | CDU                                    |                                        |
| 2021 |                                        | Moritz Oppelt                          | CDU                                    | 28,5                                   |
| 2025 | kein – ungenügende Zweitstimmendeckung | kein – ungenügende Zweitstimmendeckung | kein – ungenügende Zweitstimmendeckung | kein – ungenügende Zweitstimmendeckung |

## Wahlergebnisse

### Bundestagswahl 2025
| Kandidaten                                                                      | Kandidaten               | Parteien/Listen     | Erststimmen | Erststimmen | Zweitstimmen | Zweitstimmen |
| Kandidaten                                                                      | Kandidaten               | Parteien/Listen     | Stimmen     | %           | Stimmen      | %            |
| ------------------------------------------------------------------------------- | ------------------------ | ------------------- | ----------- | ----------- | ------------ | ------------ |
|                                                                                 | Moritz Paul Georg Oppelt | CDU                 | 55.932      | 34,4        | 50.684       | 31,1         |
|                                                                                 | Lars Castellucci         | SPD                 | 33.082      | 20,4        | 25.577       | 15,7         |
|                                                                                 | Jürgen Kretz             | GRÜNE               | 17.909      | 11,0        | 20.053       | 12,3         |
|                                                                                 | Jens Brandenburg         | FDP                 | 7.029       | 4,3         | 9.194        | 5,6          |
|                                                                                 | Achim Köhler             | AfD                 | 33.084      | 20,4        | 33.689       | 20,7         |
|                                                                                 | Justus Heine             | LINKE               | 8.276       | 5,1         | 10.194       | 6,3          |
|                                                                                 | –                        | dieBasis            | –           | –           | 422          | 0,3          |
|                                                                                 | Joachim Helmut Förster   | FREIE WÄHLER        | 4.754       | 2,9         | 2.214        | 1,4          |
|                                                                                 | –                        | Tierschutzpartei    | –           | –           | 1.538        | 0,9          |
|                                                                                 | –                        | Die PARTEI          | –           | –           | 740          | 0,5          |
|                                                                                 | Mike Kevin Matthes       | Volt                | 2.413       | 1,5         | 1.437        | 0,9          |
|                                                                                 | –                        | ÖDP                 | –           | –           | 222          | 0,1          |
|                                                                                 | –                        | Bündnis C           | –           | –           | 288          | 0,2          |
|                                                                                 | –                        | MLPD                | –           | –           | 35           | 0,0          |
|                                                                                 | –                        | BÜNDNIS DEUTSCHLAND | –           | –           | 180          | 0,1          |
|                                                                                 | –                        | BSW                 | –           | –           | 6.549        | 4,0          |
| Gesamt                                                                          | Gesamt                   | Gesamt              | 162.479     | 100         | 163.016      | 100          |
|                                                                                 |                          |                     |             |             |              |              |
| Ungültige Stimmen                                                               | Ungültige Stimmen        | Ungültige Stimmen   | 1.465       | 0,9         | 928          | 0,6          |
| Wähler                                                                          | Wähler                   | Wähler              | 163.944     | 83,9        | 163.944      | 83,9         |
| Wahlberechtigte                                                                 | Wahlberechtigte          | Wahlberechtigte     | 195.506     |             | 195.506      |              |
|                                                                                 |                          |                     |             |             |              |              |
| Anmerkung: kein Kandidat hat ein Direktmandat bekommen (siehe Wahlrechtsreform) |                          |                     |             |             |              |              |
|                                                                                 |                          |                     |             |             |              |              |
| Quellen: Die Bundeswahlleiterin, Kandidaten – Stimmen                           |                          |                     |             |             |              |              |

### Bundestagswahl 2021
Zur Bundestagswahl 2021 traten folgende Kandidaten an:
Ergebnisse der Wahl vom Sonntag, 26. September 2021
| Direktkandidat         | Partei                            | Erststimmen in % | Zweitstimmen in % |
| ---------------------- | --------------------------------- | ---------------- | ----------------- |
| Moritz Oppelt          | CDU                               | 28,5             | 25,5              |
| Lars Castellucci       | SPD                               | 27,0             | 23,5              |
| Jürgen Kretz           | Bündnis 90/Die Grünen             | 14,9             | 15,8              |
| Jens Brandenburg       | FDP                               | 11,7             | 14,4              |
| Stefan Holzmann        | AfD                               | 10,0             | 10,3              |
| Ecevit Emre            | Die Linke                         | 2,6              | 2,8               |
| —                      | Tierschutzpartei                  | —                | 1,3               |
| —                      | Die PARTEI                        | —                | 0,9               |
| Domenic Arnold         | FREIE WÄHLER                      | 2,6              | 1,7               |
| —                      | PIRATEN                           | —                | 0,4               |
| —                      | ÖDP                               | —                | 0,2               |
| —                      | NPD                               | —                | 0,2               |
| —                      | DiB                               | —                | 0,1               |
| —                      | MLPD                              | —                | 0,0               |
| —                      | DKP                               | —                | 0,0               |
| Michael Meinhard Dietz | dieBasis                          | 2,1              | 1,6               |
| —                      | Bündnis C                         | —                | 0,2               |
| —                      | BÜRGERBEWEGUNG                    | —                | 0,1               |
| —                      | BÜNDNIS21                         | —                | 0,0               |
| —                      | LKR                               | —                | 0,0               |
| —                      | Die Humanisten                    | —                | 0,1               |
| —                      | Gesundheitsforschung              | —                | 0,2               |
| —                      | Team Todenhöfer                   | —                | 0,4               |
| —                      | Volt                              | —                | 0,4               |
| Daniel Schmitt         | Einzelbewerber (Schmitt Wiesloch) | 0,5              | —                 |

### Bundestagswahl 2017
Zur Bundestagswahl am 24. September 2017 kandidierten die folgenden Direktkandidaten:
| Direktkandidat       | Partei       | Erststimmen in % | Zweitstimmen in % |
| -------------------- | ------------ | ---------------- | ----------------- |
| Stephan Harbarth     | CDU          | 37,4             | 33,5              |
| Lars Castellucci     | SPD          | 23,9             | 18,4              |
| Memet Kiliç          | GRÜNE        | 9,6              | 11,4              |
| Jens Brandenburg     | FDP          | 8,1              | 12,2              |
| Achim Köhler         | AfD          | 13,1             | 13,5              |
| Heinrich Stürtz      | Die Linke    | 5,2              | 6,3               |
| Kay-Olaf Ballerstädt | Freie Wähler | 1,5              | 0,9               |
| Simon Schäfer        | Die PARTEI   | 1,2              | 0,9               |
| Sonstige             | -            | -                | 2,9               |

### Bundestagswahl 2013
| Direktkandidat    | Partei                | Erststimmen in % | Zweitstimmen in % |
| ----------------- | --------------------- | ---------------- | ----------------- |
| Stephan Harbarth  | CDU                   | 49,7             | 43,8              |
| Lars Castellucci  | SPD                   | 25,9             | 22,3              |
| Jens Brandenburg  | FDP                   | 2,5              | 6,5               |
| Edith Wolber      | Bündnis 90/Die Grünen | 8,3              | 9,5               |
| Bernd Malmberg    | Die Linke.            | 4,0              | 4,8               |
| Andreas Hahn      | PIRATEN               | 2,7              | 2,7               |
| Peter Herbold     | REP                   | 0,5              | 0,4               |
| Johannes Zimmerer | ÖDP                   | 0,5              | 0,3               |
| Reinhard Schätz   | NPD                   | 1,4              | 1,3               |
| Sabine Knur       | AfD                   | 4,6              | 6,0               |
| -                 | Sonstige              | -                | 2,3               |

### Bundestagswahl 2009
| Direktkandidat                   | Partei                | Erststimmen in % | Zweitstimmen in % | Bundestagswahl 2005 Zweitstimmen in % |
| -------------------------------- | --------------------- | ---------------- | ----------------- | ------------------------------------- |
| Stephan Harbarth                 | CDU                   | 42,3             | 35,2              | 39,7                                  |
| Lars Castellucci                 | SPD                   | 25,1             | 20,7              | 30,8                                  |
| Charlotte Schneidewind-Hartnagel | Bündnis 90/Die Grünen | 10,6             | 11,8              | 9,5                                   |
| Jörg Richter                     | FDP                   | 12,6             | 18,5              | 12,0                                  |
| –                                | REP                   | –                | 0,7               | 0,8                                   |
| Edgar Wunder                     | Die Linke.            | 7,5              | 7,8               | 4,1                                   |
| –                                | PBC                   | –                | 0,3               | 0,4                                   |
| Andreas Schäfer                  | NPD                   | 1,9              | 1,3               | 1,4                                   |
| –                                | PIRATEN               | –                | 2,1               | -                                     |
| –                                | BüSo                  | –                | 0,0               | 0,1                                   |
| –                                | ödp                   | –                | 0,3               | –                                     |
| –                                | MLPD                  | –                | 0,0               | 0,1                                   |
| –                                | Volksabstimmung       | –                | 0,2               | -                                     |
| –                                | Die Tierschutzpartei  | –                | 0,7               | -                                     |
| –                                | DIE VIOLETTEN         | –                | 0,2               | -                                     |